# Ácido meclofenâmico
Ácido meclofenâmico(

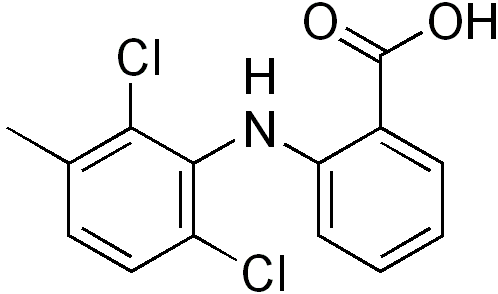
Estrutura química do Ácido meclofenâmico

Meclofenamato de sódio, marca Meclomen) é uma droga usada para articulações, dores musculares, artrite e dismenorréia.
Ele é um membro dos 
Derivados de ácido antranílico (ou fenamato) classe de AINE de drogas e foi aprovado pela FDA em 1980. Tal Como os outros membros da classe, é um COX inibidor e impede a formação de prostaglandinas.
Cientistas liderados por Claude Winder, de Parke-Davis, inventaram o meclofenamato de sódio em 1964, juntamente com outros membros da classe, ácido mefenâmico em 1961 e ácido flufenâmico em 1963.:718
As patentes sobre a droga expiraram em 1985:295
Ainda não é amplamente utilizado em seres humanos, pois tem uma taxa elevada (30-60%) de efeitos colaterais gastrointestinais.:310

## Uso em cavalos
O Ácido meclofenâmico é vendido sob o nome comercial de "Arquel" para uso em cavalos, e é administrado de  forma oral granual, na dose de 2,2 mg/kg/dia. Tem um início de ação relativamente lento, tendo 36-48 horas para o seu efeito total, e é ainda mais útil para o tratamento de doenças musculoesqueléticas crônicas. Verificou-se que é benéfico para o tratamento da síndrome navicular, laminite e osteoartrite, em alguns casos com um efeito mais profundo do que o NSAID fenilbutazona, comumente usado. No entanto, devido ao custo, não é rotineiramente utilizado na prática. A toxicidade por doses excessivas é semelhante ao de fenilbutazona, incluindo a depressão, anorexia, perda de peso, edema, diarreia, ulceração oral, e diminuição de hematócritos.